# Raphael Schäfer
Raphael Schäfer (Kędzierzyn-Koźle, Polonia, nació el 30 de enero de 1979) es un exfutbolista alemán. Jugaba de portero.

## Clubes
| Club           | País     | Año       |
| -------------- | -------- | --------- |
| Hannover 96    | Alemania | 1996-1998 |
| VfB Lübeck     | Alemania | 1998-2001 |
| 1. FC Nürnberg | Alemania | 2001-2007 |
| VfB Stuttgart  | Alemania | 2007-2008 |
| 1. FC Nürnberg | Alemania | 2008-2017 |

## Títulos
| Título           | Club           | País     | Año  |
| ---------------- | -------------- | -------- | ---- |
| Copa de Alemania | 1. FC Nürnberg | Alemania | 2007 |

- Datos: Q61799
- Multimedia: Raphael Schäfer / Q61799